# Magic Mouse
Magic Mouse (произносится «мэ́джик ма́ус», рус. «волшебная мышь») — компьютерная мышь с поддержкой технологии мультитач, выпускаемая и продаваемая компанией Apple Inc. Поступила в продажу 20 октября 2009 года.
Мышь можно настроить как двухкнопочную мышь для правой или левой руки, но по умолчанию используется одна кнопка. Взаимодействие происходит по протоколу передачи данных Bluetooth.
Полноценная поддержка функционала устройства появилась в Mac OS X начиная с версии Leopard 10.5.8. Поддержка Windows XP и выше представлена в виде интегрированного в инструменты средства Boot Camp; драйверы в виде отдельных установочных файлов компанией Apple не предоставляются и доступны только в виде извлечённых из Boot Camp неофициальных пользовательских сборок. Поддержка Magic Mouse в ядре Linux была добавлена разработчиками Linux в версии 2.6.34-rc1.